# Guadalupe (distrito)
Guadalupe é um distrito do Peru, departamento de La Libertad, localizada na província de Pacasmayo.

## Transporte
O distrito de Guadalupe é servido pela seguinte rodovia:
- PE-8, que liga o distrito à cidade de Cajamarca (Região de Cajamarca}
- PE-1N, que liga o distrito de Aguas Verdes (Região de Tumbes) - Ponte Huaquillas/Aguas Verdes (Fronteira Equador-Peru) - e a rodovia equatoriana E50 - à cidade de Lima (Província de Lima) [1][2][3]